# Шехзаде Махмуд (син Мурата III)
Шехзaде Махмуд (тур. Şehzade Mahmud) је био син султана Мурата III и султаније Сафије.

## Живот
Шехзаде Махмуд је син султаније Сафије. Из архиве Топкапи-палате је забележено да је рођен 11. јула 1572. године.
Шехзаде Махмуд је још био жив крајем 1582. године; према Селаникију, умро је 1585. године. Након смрти шехзаде Махмуда, династија је доведена у опасност јер је имала само једног преживелог наследника, шехзаде Мехмеда.